# えびす祭り
えびす祭りは、日本各地で行われている祭り。
- えびす祭り (尾鷲市) - 三重県尾鷲市で行われる祭り。
- 八日戎 - 三重県名張市で行われる祭り。
- えびす祭り (黒部市) - 富山県黒部市で行われる祭り。
- 北野蛭子神社彦根十日えびす祭 - 滋賀県彦根市で行われる祭り。
- 豊中えびす祭 - 大阪府豊中市で行われる祭り。
- 胡子大祭 - 広島県広島市で行われる祭り。通称、胡子講。
- えびす祭り (徳島市) - 徳島県徳島市で行われる祭り。
- 若松えびす祭 - 福岡県北九州市若松区で行われる祭り。
- 上通並木坂えびす祭り - 熊本県熊本市で行われる祭り。
- ゑびす祭り-熊本県球磨郡多良木町で行われる祭り。